# 1580
Évszázadok: 15. század – 16. század – 17. század
Évtizedek: 1530-as évek – 1540-es évek – 1550-es évek – 1560-as évek – 1570-es évek – 1580-as évek – 1590-es évek – 1600-as évek – 1610-es évek – 1620-as évek – 1630-as évek
Évek: 1575 – 1576 – 1577 – 1578 –  1579 – 1580 – 1581 – 1582 – 1583 – 1584 – 1585

## Események
- szeptember 26. – Sir Francis Drake körbehajózza a Földet.
- Harmadik török–portugál háború Kelet-Afrikában.

## Születések
- április 22. – Michael Kern német szobrász († 1649)
- szeptember 14. – Francisco de Quevedo spanyol költő († 1645)
- november 15. – Bethlen Gábor erdélyi fejedelem (Gyulafehérvár) († 1629)

## Halálozások
- június 10. – Luís de Camões portugál költő (* 1524 körül)
- július 28.. – Eberhardt Mátyás evangélikus lelkész, költő (*?)
- nyár folyamán Krusich János Liptó vármegye főispánja, bányavidéki főkapitány, Korpona főkapitánya.